# Saevaten

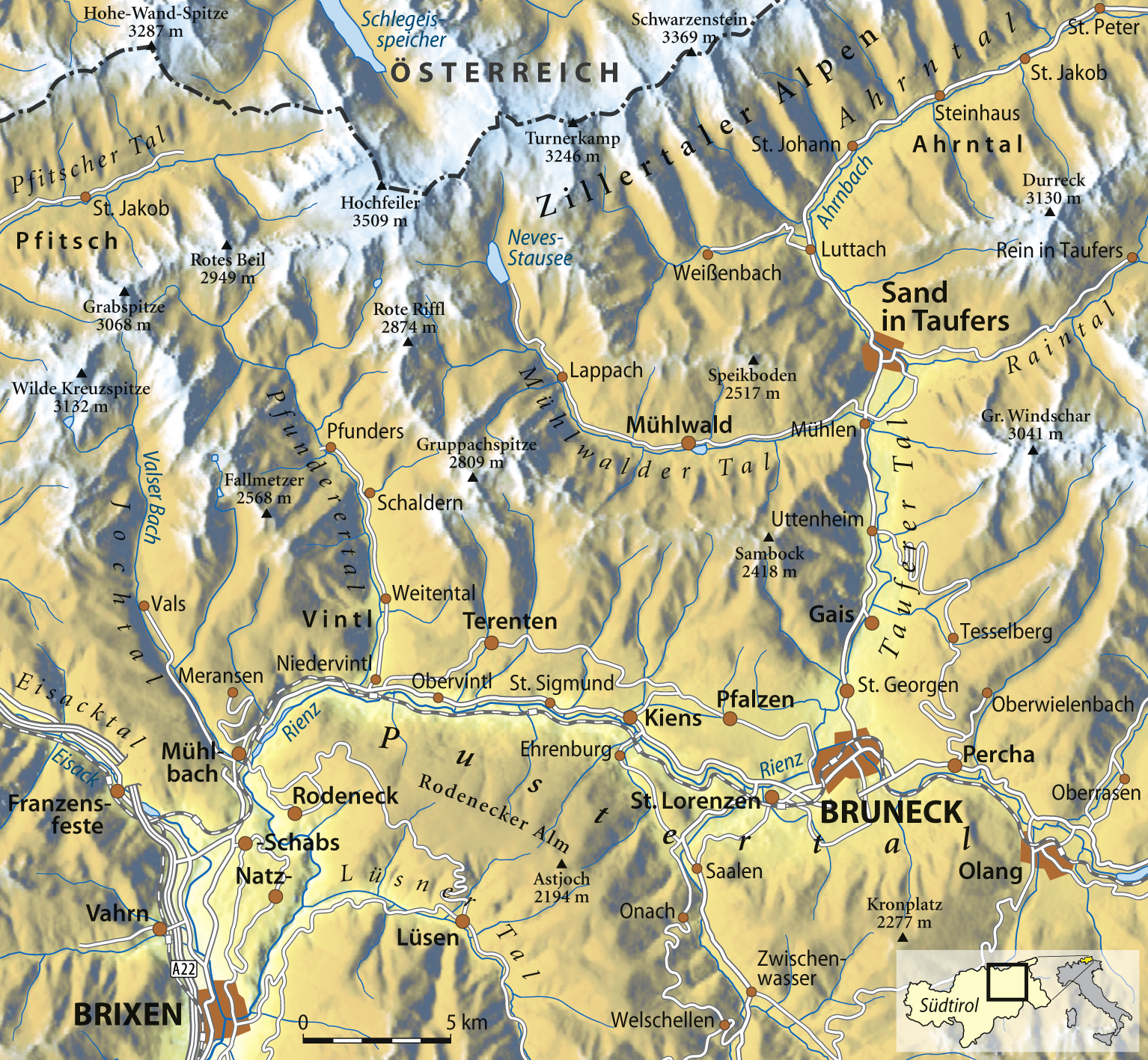
Lage von Sebatum (St. Lorenzen im Pustertal, Südtirol); bei Bruneck

Die Saevaten (lateinisch Saevates) waren ein norischer Volksstamm der Kelten. Ihr Wohnsitz lag im heutigen Pustertal. Auf einer Inschrift aus der Zeit von 41 bis 54 n. Chr. aus Zuglio (Iulium Carnicum) in der römischen Provinz Venetia et Histria (heute Friaul-Julisch Venetien), einem Teilgebiet der Gallia cisalpina, wurde der Hinweis […] in Norico civitas Saevatium et Laiancorum gefunden. Hier werden die Saevaten und Laiancer als gemeinsame civitas (Verwaltungseinheit mit einem Stadt- oder Stammesnamen) bezeichnet.
Auf einer anderen Inschrift, gewidmet drei Frauen des Iulischen Kaiserhauses und entdeckt in der Stadt auf dem Magdalensberg in Kärnten werden ebenfalls die Saevaten zusammen mit anderen norischen Völkern genannt.
Das Volk der Saevaten wird mitunter – zusammen mit den benachbarten Rätern – als Träger der Fritzens-Sanzeno-Kultur betrachtet.
Bei Ptolemäus wird ein Volk der Sevaces (griechisch Σεούακες) in Noricum genannt, das mit den Saevates identisch sein könnte; ebenso dürfte der antike Ortsname Sebatum, heute in der Gemeinde St. Lorenzen in Südtirol gelegen (italienisch San Lorenzo di Sebato), vom Namen der Saevaten herstammen.